# II Gallorum veterana eq
Cohors II Gallorum veterana equitata e кохорта на помощните римски войски.
Съставена е от пехотни (инфантерия) и конни (кавалерия) отряди.
Групирана е от император Август (упр. 30 пр.н.е. – 14 г.) от войници от Лугдунска Галия (съвременна Северна Франция).
През 99 – 106 г. е в Долна Мизия (Северна България) и участва вероятно в Дакийската война (101 – 106) на император Траян. След това през 107 г. е в Мавретания (Mauretania Caesariensis, Северен Алжир). От 122 – 249 г. е стационирана в провинцията Британия.